# 特爾寧斯卡韋特山
72°11′S 2°46′E / 72.183°S 2.767°E
特爾寧斯卡韋特山是南極洲的山峰，位於東部南極洲的毛德皇后地，處於邁爾嶺以東，是耶爾斯維克山脈的東南部，現時受南極條約體系管理。